# Eleccions regionals de Sicília de 2006
Les eleccions regionals per a renovar l'Assemblea Regional de Sicília se celebraren el 28 de maig de 2006.
| Regió   | Candidats                          | Candidats                            | Candidats                      | President sortint                          |
| Regió   | L'Unione                           | Casa de les Llibertats               | Aliança Siciliana              | President sortint                          |
| ------- | ---------------------------------- | ------------------------------------ | ------------------------------ | ------------------------------------------ |
| Sicília | Rita Borsellino 1.078.179 (41,64%) | Salvatore Cuffaro 1.374.706 (53,09%) | Nello Musumeci 136.545 (5,27%) | Salvatore Cuffaro (Casa de les Llibertats) |

| ← Eleccions regionals de Sicília, 2006 →         |           |        |        |
| Partits                                          | vots      | %      | escons |
| Casa de les Llibertats                           |           |        |        |
| Forza Italia (FI)                                | 471.634   | 19,2%  | 17     |
| UDC                                              | 319.349   | 12,98% | 11     |
| Moviment per l'Autonomia - Nova Sicília (Mpa-NS) | 308.219   | 12,5%  | 10     |
| Alleanza Nazionale (AN)                          | 259.927   | 10,6%  | 10     |
| L'Aquilone Llista del Presidente                 | 139.344   | 5,7%   | 6      |
| Fiamma Tricolore                                 | 8.528     | 0,4%   | -      |
| Democràcia Cristiana per l'Autonomia             | 6.530     | 0,3%   | -      |
| President electe (Cuffaro)                       |           |        | 1      |
| Total Casa de les Llibertat                      | 1.513.531 | 61,5%  | 55     |
| L'Unione                                         |           |        |        |
| Demòcrates d'Esquerres (DS)                      | 344.511   | 14,0%  | 15     |
| La Margherita (DL)                               | 295.762   | 12,0%  | 15     |
| Units per Sicília                                | 127.947   | 5,2%   | 4      |
| Rita Il mio impegno per la Sicilia               | 119.177   | 4,8%   | -      |
| Candidat presidente 2n classificat (Borsellino)  |           |        | 1      |
| Total L'Unione                                   | 887.397   | 36,1%  | 35     |
| Aliança Siciliana                                | 59.380    | 2,4%   | -      |
| Total                                            | 2.460.348 |        | 90     |

Fonts: Ministeri del l'Interior, ISTAT i Assemblea Regional Siciliana